# Trabajo (física)
En mecánica clásica, se dice que una fuerza realiza un trabajo cuando hay un desplazamiento del centro de masas del cuerpo sobre el que se aplica la fuerza, en la dirección de dicha fuerza. El trabajo de la fuerza sobre ese cuerpo será equivalente a la energía necesaria para desplazarlo. Por consiguiente, se dice que una cierta masa tiene energía cuando esa masa tiene la capacidad de producir un trabajo; además, con esta afirmación se deduce que no hay trabajo sin energía. Por ello, se dice que el carbón, la gasolina, la electricidad, los átomos son fuentes de energía, pues pueden producir algún trabajo o convertirse en otro tipo de energía; para entender esto hay que tener en cuenta el principio universal de la energía según el cual «la energía se transforma».
En sistemas conservativos, la energía mecánica se conserva. Si se consideran fuerzas de rozamiento, parte de la energía se disipa por ejemplo en forma de calor debido al trabajo de las fuerzas de rozamiento.
Ya que por definición el trabajo es una transferencia de energía, nunca se debe referir a él como incremento de trabajo, ni se debe simbolizar como «ΔW».

## El trabajo en mecánica

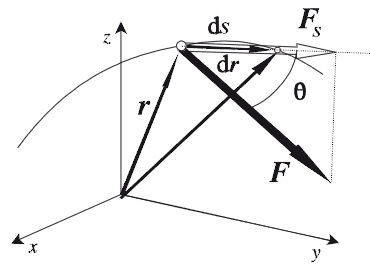
Trabajo de una fuerza.

Consideremos una partícula {\displaystyle r} sobre la que actúa una fuerza {\displaystyle F}, función de la posición de la partícula en el espacio, esto es {\displaystyle F=F(\mathbf {r} )} y sea {\displaystyle \mathrm {d} \mathbf {r} } un desplazamiento elemental (infinitesimal) experimentado por la partícula durante un intervalo de tiempo {\displaystyle \mathrm {d} t}. Llamamos trabajo elemental, {\displaystyle \mathrm {d} W}, de la fuerza {\displaystyle \mathbf {F} } durante el desplazamiento elemental {\displaystyle \mathrm {d} \mathbf {r} } al producto escalar {\displaystyle \ F\cdot \mathrm {d} \mathbf {r} }; esto es,

{\displaystyle \mathrm {d} W=\mathbf {F} \cdot \mathrm {d} \mathbf {r} }

Si representamos por {\displaystyle \mathrm {d} s} la longitud de arco (medido sobre la trayectoria de la partícula) en el desplazamiento elemental, esto es {\displaystyle \mathrm {d} s=|\mathrm {d} \mathbf {r} |} , entonces el vector tangente a la trayectoria viene dado por {\displaystyle \mathbf {e} _{\text{t}}={\frac {\mathrm {d} \mathbf {r} }{\mathrm {d} s}}} y podemos escribir la expresión anterior en la forma

{\displaystyle \mathrm {d} W=\mathbf {F} \cdot \mathrm {d} \mathbf {r} =\mathbf {F} \cdot \mathbf {e} _{\text{t}}\mathrm {d} s=(F\cos \theta )\mathrm {d} s=F_{\text{s}}\mathrm {d} s}

donde {\displaystyle \theta } representa el ángulo determinado por los vectores {\displaystyle \mathrm {d} \mathbf {F} } y {\displaystyle \mathbf {e} _{\text{t}}} y {\displaystyle F_{\text{s}}} es la componente de la fuerza F en la dirección del desplazamiento elemental {\displaystyle \mathrm {d} \mathbf {r} }.
El trabajo realizado por la fuerza {\displaystyle \mathbf {F} } durante un desplazamiento elemental de la partícula sobre la que está aplicada es una magnitud escalar, que podrá ser positiva, nula o negativa, según que el ángulo {\displaystyle \theta } sea agudo, recto u obtuso.
Si la partícula r recorre una cierta trayectoria en el espacio, su desplazamiento total entre dos posiciones A y B puede considerarse como el resultado de sumar infinitos desplazamientos elementales {\displaystyle \mathrm {d} \mathbf {r} } y el trabajo total realizado por la fuerza {\displaystyle \mathbf {F} } en ese desplazamiento será la suma de todos esos trabajos elementales; o sea

{\displaystyle W_{\text{AB}}=\int _{\text{A}}^{\text{B}}\mathbf {F} \cdot \mathrm {d} \mathbf {r} }

Esto es, el trabajo viene dado por la integral curvilínea de {\displaystyle \mathbf {F} } a lo largo de la curva {\displaystyle C} que une los dos puntos; en otras palabras, por la circulación de {\displaystyle \mathbf {F} } sobre la curva {\displaystyle C} entre los puntos A y B. Así pues, el trabajo es una magnitud física escalar que dependerá en general de la trayectoria que una los puntos A y B, a no ser que la fuerza {\displaystyle \mathbf {F} } sea conservativa, en cuyo caso el trabajo resultará ser independiente del camino seguido para ir del punto A al punto B, siendo nulo en una trayectoria cerrada. Así, podemos afirmar que el trabajo no es una variable de estado.

### Casos particulares
Fuerza constante sobre una partícula
En el caso particular de que la fuerza aplicada a la partícula sea constante (en módulo, dirección y sentido), se tiene que

{\displaystyle W_{\text{AB}}=\int _{\text{A}}^{\text{B}}\mathbf {F} \cdot \mathrm {d} \mathbf {r} =\mathbf {F} \cdot \int _{\text{A}}^{\text{B}}\mathrm {d} \mathbf {r} =\mathbf {F} \cdot \Delta \mathbf {r} =Fs\cos \theta }

es decir, el trabajo realizado por una fuerza constante viene expresado por el producto escalar de la fuerza por el vector desplazamiento total entre la posición inicial y la final. Cuando el vector fuerza es perpendicular al vector desplazamiento del cuerpo sobre el que se aplica, dicha fuerza no realiza trabajo alguno. Asimismo, si no hay desplazamiento, el trabajo también será nulo.
Si sobre una partícula actúan varias fuerzas y queremos calcular el trabajo total realizado sobre ella, entonces {\displaystyle \mathbf {F} } representará al vector resultante de todas las fuerzas aplicadas.
Trabajo sobre un sólido rígido
Para el caso de un sólido el trabajo total sobre el mismo se calcula sumando las contribuciones sobre todas las partículas. Matemáticamente ese trabajo puede expresarse como integral:

{\displaystyle W=\int _{V}\mathrm {d} V\int _{T_{0}}^{T_{f}}\mathbf {f} _{V}(\mathbf {x} )\cdot \mathbf {v} (\mathbf {x} )\,\mathrm {d} t}

Si se trata de un sólido rígido las fuerzas de volumen {\displaystyle \scriptstyle \mathbf {f} _{V}} puede escribirse en términos de la fuerza resultante {\displaystyle \scriptstyle \mathbf {F} _{R}}, el momento resultante {\displaystyle \scriptstyle \mathbf {M} _{R}}, la velocidad del centro de masas {\displaystyle \scriptstyle \mathbf {V} _{CM}} y la velocidad angular {\displaystyle \scriptstyle {\boldsymbol {\omega }}}:

{\displaystyle W=\int _{T_{0}}^{T_{f}}\left(\mathbf {F} _{R}\cdot \mathbf {v} _{CM}+\mathbf {M} _{R}\cdot {\boldsymbol {\omega }}\right)\mathrm {d} t}

Trabajo realizado para estirar o comprimir un muelle

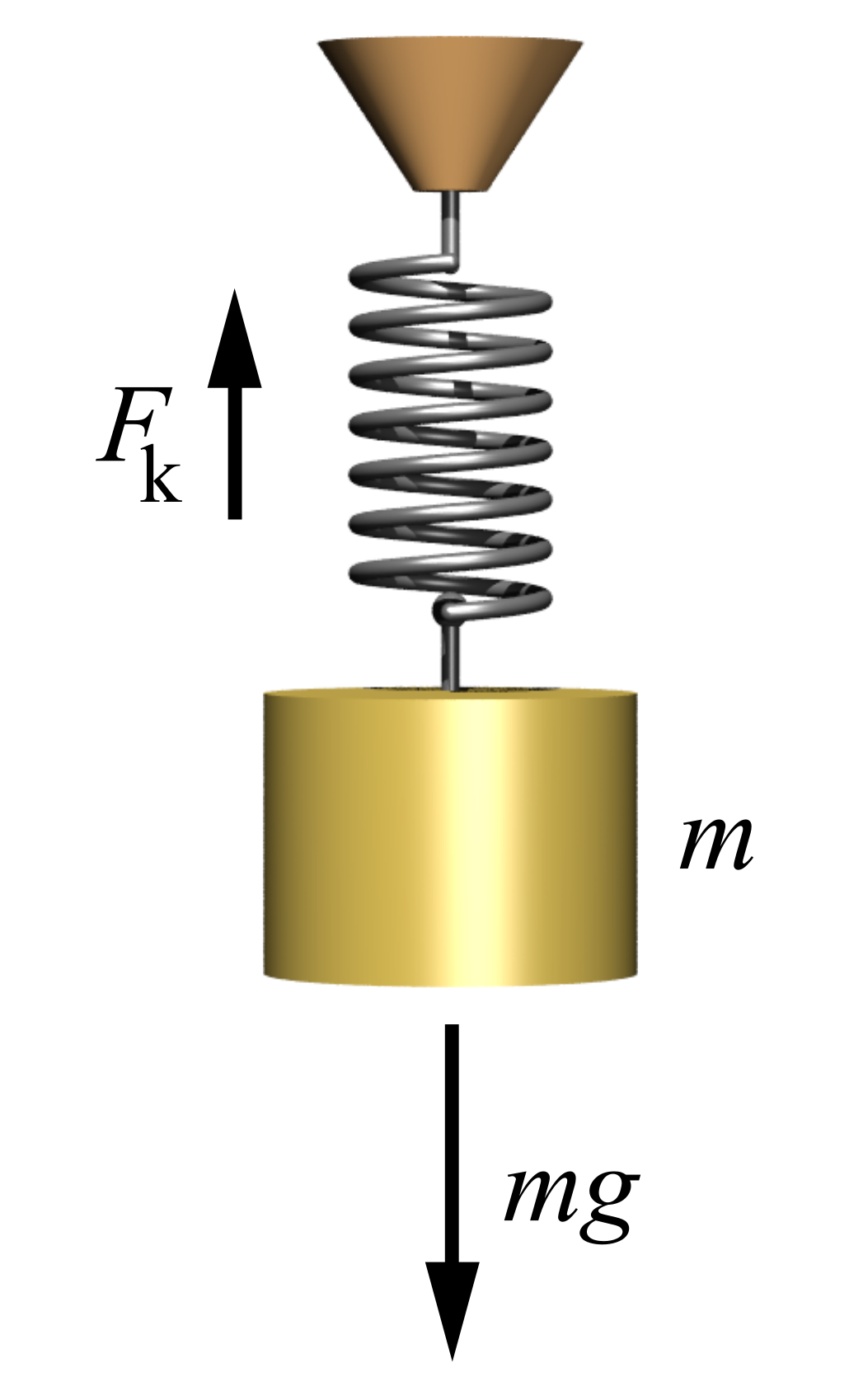
Deformación de un muelle por la acción de la fuerza de un peso.

Para estirar o comprimir un muelle se tiene que realizar una fuerza igual a la fuerza recuperadora {\displaystyle F_{k}} del muelle, que ofrece una resistencia al desplazamiento, la cual es proporcional al desplazamiento {\displaystyle x} respecto de la posición de equilibrio (ley de *Hooke). El trabajo será por lo tanto:
{\displaystyle W=\int _{1}^{2}F_{x}\cdot dx=\int _{1}^{2}kxdx=k\int _{1}^{2}xdx={1 \over 2}k(x_{2}^{2}-x_{1}^{2})}
El trabajo es energía que se acumula al muelle en forma de energía potencial elástica, {\textstyle E_{pe}={1 \over 2}kx^{2}}. De aquí se puede expresar el trabajo en función de las energías potenciales elásticas:
{\displaystyle W={1 \over 2}kx_{2}^{2}-{1 \over 2}kx_{1}^{2}=E_{pe2}-E_{pe1}}

### Trabajo y energía cinética
Para el caso de una partícula tanto en mecánica clásica como en mecánica relativista es válida la siguiente expresión:

{\displaystyle \mathbf {F} ={\frac {\mathrm {d} \mathbf {p} }{\mathrm {d} t}}}

Multiplicando esta expresión escalarmente por la velocidad e integrando respecto al tiempo se obtiene que el trabajo realizado sobre una partícula (clásica o relativista) iguala a la variación de energía cinética:

{\displaystyle W=\int \mathbf {F} \cdot \mathbf {v} \mathrm {d} t=\int \mathbf {F} \cdot \mathrm {d} \mathbf {r} =\int \mathbf {v} \cdot \mathrm {d} \mathbf {p} =\Delta E_{c}}

Esta expresión es válida tanto en mecánica clásica como en relativista, aunque dada la diferente relación entre la cantidad de movimiento y la velocidad en ambas teorías, la expresión en términos de la velocidad es ligeramente diferente:

{\displaystyle {\begin{cases}\mathbf {p} =m\mathbf {v} ,&{\mbox{mec. clásica}}\\\mathbf {p} ={\cfrac {m\mathbf {v} }{\sqrt {1-v^{2}/c^{2}}}},&{\mbox{mec. relativista}}\end{cases}}\Rightarrow \int \mathbf {v} \cdot \mathrm {d} \mathbf {p} =\Delta E_{c}={\begin{cases}{\tfrac {1}{2}}mv^{2},&{\mbox{mec. clásica}}\\{\cfrac {mc^{2}}{\sqrt {1-v^{2}/c^{2}}}},&{\mbox{mec. relativista}}\end{cases}}}

## Trabajo y Energía
Si tenemos un sistema físico que realiza (o sobre el que se realiza) un trabajo externo, la relación entre la variación de energía del sistema y el trabajo realizado puede escribirse como
{\displaystyle \bigtriangleup E=W_{ext}}
donde estamos asumiendo que no hay otro tipo de intercambios de energía (térmica, electromagnética, etc) con el exterior
Es importante considerar adecuadamente el sistema físico sobre el que se realiza trabajo y cómo aplicar esta relación, algo que podemos entender en el siguiente en el ejemplo de una masa que hemos dejado en reposo en las inmediaciones de nuestro planeta y que cae una pequeña distancia dr
Si consideramos el sistema formado por la masa, existirá un trabajo externo producido por la fuerza de la gravedad terrestre que aumentará la energía cinética de la masa, de tal manera que tendremos
{\displaystyle \bigtriangleup E={\frac {1}{2}}\ m\ v^{2}}
{\displaystyle W={\overrightarrow {F}}\bigtriangleup {\overrightarrow {r}}=-\ m\ g\ (r-r_{0})}
Si consideramos el sistema formado por la Tierra y el objeto, al no existir una fuerza externa el trabajo será nulo y por tanto la variación de energía. La variación de energía cinética de la masa va acompañada de un variación igual y de signo contrario de la energía potencial asociada al campo gravitatorio. Esa energía potencial no está asociada al objeto que cae, sino a la interacción entre el objeto y la Tierra, de tal manera que podemos escribir
{\displaystyle \bigtriangleup E=\bigtriangleup K\ +\bigtriangleup U={\frac {1}{2}}\ m\ v^{2}+m\ g\ (r-r_{0})=0}
De esa manera, obtenemos el mismo resultado considerando ambos sistemas.
En el cálculo anterior se ha despreciado el cambio de energía cinética de la Tierra.

## Trabajo de la fuerza de rozamiento
Si te tenemos un cuerpo deslizando sobre una superficie horizontal a velocidad constante, como no hay cambio de energía cinética ni potencial, el trabajo total de las fuerzas que actúan debe ser cero. El trabajo de la fuerza de rozamiento se calcula habitualmente como
{\displaystyle W=\mu \ m\ g\ \bigtriangleup r}
Sin embargo hay un pequeño problema. La fricción provoca el calentamiento de las superficies, por lo que se trasfiere energía térmica que tenemos que considerar de alguna manera. La ecuación correcta en este caso sería
{\displaystyle W=F\bigtriangleup r=\mu \ m\ g\ \bigtriangleup r_{eff}\ +\bigtriangleup Q}
O dicho de otra manera, el trabajo de la fuerza de rozamiento es menor que el trabajo de la fuerza que tira del cuerpo. Esto puede entenderse como que el rozamiento no actúa sobre todo el desplazamiento del cuerpo sino sobre una distancia efectiva △reff que podría interpretarse como que el contacto a nivel microscópico entre los dos cuerpos no cubre totalmente ambas superficies. Esta interpretación microscópica, por supuesto, también es una aproximación muy burda a la complejidad de la situación real.
La energía térmica intercambiada podría ser despreciable y parecería una discusión irrelevante si no fuese porque conceptualmente implica la distinción entre la integración de la segunda ley de newton (teorema trabajo-energía) y la conservación de la energía.

## El trabajo en energía termodinámica
En el caso de un sistema termodinámico, el trabajo no es necesariamente de naturaleza puramente mecánica, ya que la energía intercambiada en las interacciones puede ser también calorífica, eléctrica, magnética o química, por lo que no siempre podrá expresarse en la forma de trabajo mecánico.
No obstante, existe una situación particularmente simple e importante en la que el trabajo está asociado a los cambios de volumen que experimenta un sistema (v.g., un fluido contenido en un recinto de forma variable).
Así, si consideramos un fluido que se encuentra sometido a una presión externa {\displaystyle p_{\text{ext}}\,} y que evoluciona desde un estado caracterizado por un volumen {\displaystyle V_{1}} a otro con un volumen {\displaystyle V_{2}}, el trabajo realizado será:

{\displaystyle W_{12}=\int _{V_{1}}^{V_{2}}p_{\text{ext}}\,\mathrm {d} V}

resultando un trabajo positivo ({\displaystyle W>0}) si se trata de una expansión del sistema {\displaystyle \mathrm {d} V>0} y negativo en caso contrario, de acuerdo con el convenio de signos aceptado en la termodinámica.
En un proceso cuasiestático y sin fricción la presión exterior ({\displaystyle p_{\text{ext}}}) será igual en cada instante a la presión ({\displaystyle p}) del fluido, de modo que el trabajo intercambiado por el sistema en estos procesos se expresa
como

{\displaystyle W_{12}=\int _{V_{1}}^{V_{2}}p\,\mathrm {d} V}

De estas expresiones se infiere que la presión se comporta como una fuerza generalizada, en tanto que el  volumen actúa como un desplazamiento generalizado. La presión y el volumen constituyen una pareja de variables conjugadas.
En el caso de que la presión del sistema permanezca constante durante el proceso, el trabajo viene dado por:

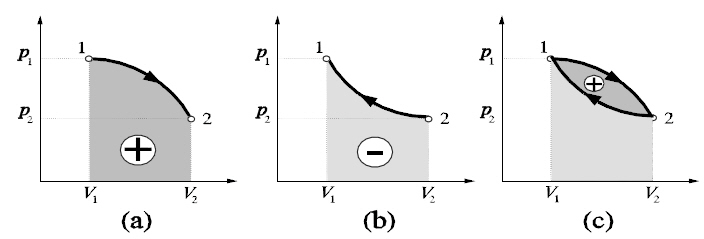
El trabajo en los diagramas de Clapeyron de un ciclo termodinámico.

{\displaystyle W=\int _{V_{1}}^{V_{2}}p\,\mathrm {d} V=p\int _{V_{1}}^{V_{2}}\mathrm {d} V=p(V_{2}-V_{1})=p\Delta V}

## Unidades de trabajo

### Sistema Internacional de Unidades
- Julio o joule (J), trabajo realizado por un newton (N) de fuerza a lo largo de un metro (m) de distancia.
  - Es la unidad de energía (y trabajo) del SI, nombrado en honor al físico inglés del siglo XIX James Prescott Joule.

### Sistema Técnico de Unidades
- Kilográmetro o kilopondímetro (kgm), trabajo realizado por un kilopondio (kp) de fuerza a lo largo de un metro (m) de distancia.
  - Equivalencia con el SI: 1 kgm = 9,81 J

### Sistema Cegesimal de Unidades
- Ergio (erg), trabajo realizado con una dina (dyn) de fuerza a lo largo de un centímetro (cm) de distancia.
  - Equivalencia con el SI: 1 erg = 10-7 J

### Sistema de unidades tradicionales de los EE.UU.
- Pie-libra fuerza (ft·lbf), trabajo realizado con una libra-fuerza (lbf) de fuerza a lo largo de un pie (ft) de distancia. Pertenece tanto al sistema de unidades tradicionales de Estados Unidos como al Sistema Imperial.
  - Equivalencia con el SI: 1 ft·lbf = 1,355818 J

### Sistema Imperial de unidades
- Pie-poundal (ft-pdl), trabajo realizado por un poundal (pdl) de fuerza a lo largo de un pie (ft) de distancia. Pertenece al Absolute English system of units.
  - Equivalencia con el SI: 1 ft-pdl = 0.0421401100938048 J (por definición).

### Otras unidades
- kilovatio-hora (kW·h)
- Caballo de vapor-hora (CV·h)

## Historia
La antigua concepción griega de la física se limitaba a la estática de las máquinas simples (el equilibrio de fuerzas) y no incluía la dinámica ni el concepto de trabajo. Durante el Renacimiento, se empezó a estudiar la dinámica de las potencias mecánicas, como se denominaba a las máquinas simples, desde el punto de vista de la distancia que podían levantar una carga, además de la fuerza que podían aplicar, lo que condujo finalmente al nuevo concepto de trabajo mecánico. La teoría dinámica completa de las máquinas simples fue elaborada por el científico italiano Galileo Galilei en 1600 en Le Meccaniche (Sobre la mecánica), en la que mostró la similitud matemática subyacente de las máquinas como amplificadores de fuerza. Fue el primero en explicar que las máquinas simples no crean energía, sólo la transforman.